# もののけ姫 (曲)
『もののけ姫』（もののけひめ）は、米良美一のデビュー・シングル。映画『もののけ姫』主題歌。最高位は13位ながら、40万枚以上を売り上げている。2004年に12cmCDで再発売されている。

## 収録曲
1. もののけ姫
作詞：宮崎駿、作曲・編曲：久石譲
2. もののけ姫（カラオケ）

## カバー
- タンポポ児童合唱団 - 『小学生のための「ハロー！マイソング」(12)高学年向き(4)』（ビクター、VICS-61044）収録（2000年3月23日発売）
- 栗コーダーカルテット - アルバム『ウクレレ栗コーダー』（2006年7月5日発売）に収録
- 速水けんたろう - アルバム『ジブリといっしょ』（2006年8月18日発売）に収録
- 遠藤正明 - アルバム『ENSON 〜COVER SONGS COLLECTION Vol.1〜』（2008年6月11日発売）に収録
- DAISHI DANCE - アルバム『the ジブリ set』（2008年11月26日発売）に収録
- 井上あずみ - アルバム『ジブリ名曲セレクション Dear GHIBLI』（2010年5月12日発売）に収録
- AKINO from bless4 -『ANIMAX MUSIX SPRING 2010』にて（2010年5月15日発売）
- 竹仲絵里 - アルバム『記憶の森のジブリ』（2011年2月23日発売）に収録
- Q;indivi Starring Rin Oikawa - アルバム『Celebration 〜Ghibli Songs and More〜』（2013年8月14日発売）に収録
- 流田Project - アルバム『Realize!』（2014年8月20日発売）に収録
- 事務員G - アルバム『G'sG60～スタジオジブリピアノメドレー60min.～』（2017年3月8日発売）に収録
- SeanNorth - 『Celtic Covers vol.2 -ジブリ Collection-』にて（2018年11月21日発売）
- 朝倉さや - アルバム『大人になるってわるくない〜わだすのジブリ〜』（2019年8月21日発売）に収録
- 阿部真央 - 『MY INNER CHILD MUSEUM』にて（2021年1月20日発売）
- Wakana - スタジオジブリ トリビュートアルバム『ジブリをうたう』（2023年11月1日発売）に収録[2]